# جورج بيرد
جورج بيرد (بالإنجليزية: George Byrd)‏ هو موزع وممثل أمريكي، ولد في 22 مارس 1926 في الولايات المتحدة، وتوفي في 12 مارس 2010.

## وصلات خارجية
- جورج بيرد على موقع IMDb (الإنجليزية)
- جورج بيرد على موقع ألو سيني (الفرنسية)
- جورج بيرد على موقع أول موفي (الإنجليزية)
- جورج بيرد على موقع قاعدة بيانات الأفلام السويدية (السويدية)
- جورج بيرد على موقع ديسكوغز (الإنجليزية)
- جورج بيرد على موقع قاعدة بيانات الفيلم (الإنجليزية)
- جورج بيرد على موقع كينوبويسك (الروسية)